# Veltrusy
Veltrusy (deutsch Weltrus) ist eine Stadt in Tschechien. Sie liegt etwa 25 Kilometer nördlich von Prag und gehört zum Okres Mělník.

## Geographie
Die Stadt befindet sich rechts der Moldau am Všestudský potok. Im Norden, jenseits des Baches, liegt das Schloss Veltrusy. Östlich der Stadt führt die Trasse der Autobahn D 8/Europastraße 55 vorbei, deren nächste Abfahrt bei Úžice liegt.
In Veltrusy kreuzt sich die Staatsstraße 101 zwischen Kralupy nad Vltavou und Neratovice mit der 608 zwischen Terezín und Prag. Südlich schließt sich das Industriegebiet der Stadt Kralupy nad Vltavou an.
Nachbarorte sind Všestudy im Nordosten, Zlosyň im Osten, Úžice im Südosten, Lobeček und Kralupy nad Vltavou im Süden, Nelahozeves und Hleďsebe 1.díl im Westen, sowie Hleďsebe 2.díl und Podhořany im Nordwesten.

## Geschichte
Die erste Erwähnung von Veltrusy stammt aus dem Jahre 1052. Urkundlich belegt ist der Ort durch ein Privileg Ottokar I. Přemysl aus dem Jahre 1226 für das Kloster Doksany, zu dem Veltrusy bis 1410 gehörte.
In der Folgezeit waren verschiedene Adelsgeschlechter Besitzer von Veltrusy. Zdeňko von Šternberk verkaufte den Ort 1497 an Jindřich Firšic von Nabdín, der ihn an die Herrschaft Beškovice anschloss. Im Jahre 1716 ließ Václav Antonín Chotek nördlich der Stadt gegenüber dem alten Moldauarm Všestudský potok ein Barockschloss erbauen, das bis 1945 Sitz der Grafen Chotek blieb. Die erste Gewerbeausstellung im Jahre 1754 wurde auch von Maria Theresia besucht.
Veltrusy wurde 1899 zum Marktflecken erhoben und erhielt 1926 Stadtrechte, die der Ort jedoch wieder verlor. Seit 1994 ist Veltrusy wieder eine Stadt.

## Sehenswürdigkeiten
- Schloss Veltrusy, erbaut ab 1716 von Franz Maximilian Kaňka

## Söhne und Töchter der Stadt
- Carl von Holzinger (1849–1935), österreichischer klassischer Philologe
- Ladislav Čepelák (1924–2000), tschechischer Maler